# グローバー (セサミストリート)
グローバー (Grover) は、アメリカ合衆国の『セサミストリート』のキャラクターである。キャラクター詳細は概要を参照。

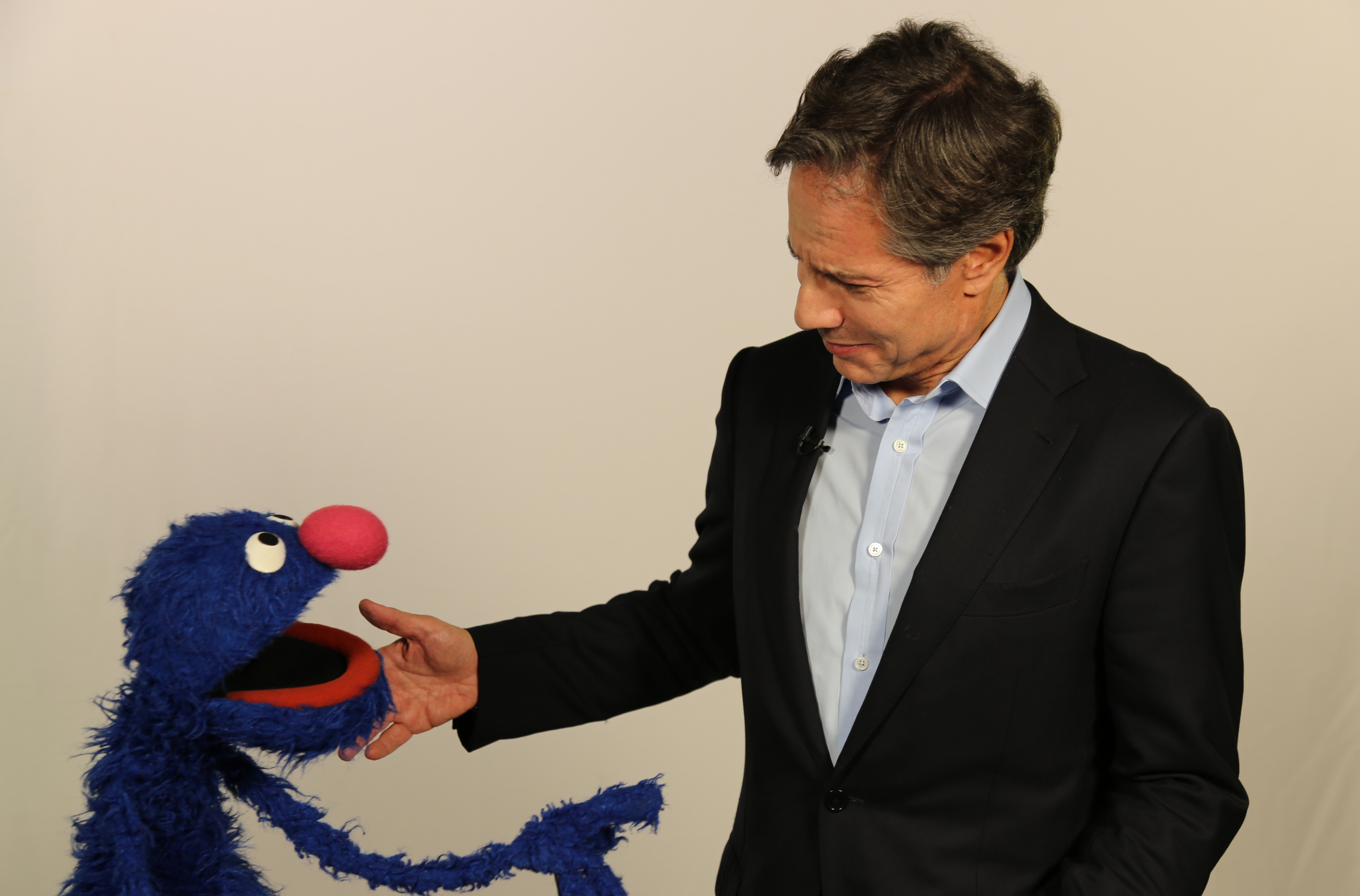
アントニー・ブリンケン国務副長官とグローバー、2016年撮影。

## 概要
プロトタイプとしてはアメリカで1967年12月24日に放送された『エド・サリヴァン・ショー』にグリープという名前で登場。
このマペットの特徴には、『黒色が混じった茶色の毛皮』と『赤い鼻』をしていた。
第1シリーズのセサミストリートでは、『ファジー・フェイス』か『ザ・ヘアリー・ワン』というニックネームで呼ばれていたが、両者とも実名が使われなかった。
グローバーという名前になったのは1970年5月1日で、『セサミストリート』の第2シリーズより正式デビューした。グローバーの外観は現在の『青い毛皮』に『桃色の鼻』になっていた。
同年5月31日に放送された『エド・サリヴァン・ショー』で青色モンスターのグローバーとして再登場。

## グローバーのコーナー
『チャーリーズ・レストラン』
グローバーは郵便屋さんやスピーディー・ピザの配達員など様々な仕事を失敗してもやり遂げている男の子だが、このコーナーはレストランのウェイターを務めている。
ファットブルーとしても知られるジョンソンさん（NHK版ではサイモン、テレビ東京版ではファットブルー）がグローバーの常連客として来ている。また、グローバーはスパイダーマンの恰好をしたこともある。

## その他のコーナー
『グローバーとカーミットのコーナー』
カーミットと共演することがあり、カーミットの愛称で叫びながら挨拶したこともある。カーミットが『文字のK』を指で書いている時にも登場した。
『鏡の中のモンスター』
グローバーが歌うコーナーでシンプソンズの一家が登場していた。グローバーはバート・シンプソンに『おーい、ワバマン!』と言われるが、ホーマーに怒鳴られている。
『グローバーとロジータの愛』
ナレーションが愛について15秒まで説明するときにグローバーが『難しくて説明できるわけないよ！』と答えた後、時間を気にしていたロジータが『愛してるわ！』と抱きしめた、このときグローバーは『苦しい！』と言っていた。
『グローバル・グローバー（The Global Grover）』
グローバーが世界旅行をし、様々なことを学ぶコーナー。アメリカではシーズン34からシーズン37まで放送されたが、日本では独立番組として2011年1月17日からディズニー・チャンネルで放送された。
| 話数 | サブタイトル   | 日本放送日    |
| ---- | -------------- | ------------- |
| 1    | アンゴラ共和国 | 2011年1月17日 |
| 2    | ?              |               |
| 3    | ?              |               |
| 4    | ?              |               |
| 5    | ?              |               |
| 6    | ?              |               |
| 7    | ?              |               |
| 8    | ?              |               |
| 9    | ?              |               |
| 10   | ?              |               |
| 11   | ?              |               |
| 12   | ?              |               |
| 13   | ?              |               |
| 14   | ?              |               |
| 15   | ?              |               |
| 16   | ?              | 2011年2月10日 |

『スーパー・グローバー（Super Grover）』
普段は心優しいグローバーだが、誰かが困っている人の声を聴くと彼はスーパー・グローバーという名前でスーパーヒーローに変身するが毎回に渡って事故を起こしてしまう。
衣装はスーパーマンのような恰好で、紋章には「S」ではなく「G」の文字がついていた。

## グローバーの家族
グローバーのママ（声 - 不明（NHK教育版））
グローバーのお母さん。エルモズワールドのエピソード「かぞく」で「スーパー・マミー」として初めて登場し、第4618話「A Very Cookie Mother's Day」よりセサミストリートにやってきた（日本未放送）。

## マペット・パフォーマー
- フランク・オズ（1970年 - 1999年）
- エリック・ジェイコブソン（2000年 - ）

### 声優
アメリカ版
- フランク・オズ（1970年 - 2012年）[4]
- エリック・ジェイコブソン（2000年 - ）

日本語版
| 声優     | 担当作品                                                                                            |
| -------- | --------------------------------------------------------------------------------------------------- |
| 玄田哲章 | 英語と遊ぼう! エレクトリック・カンパニー セサミストリート（スペシャル版〈エルモのクリスマスのみ〉） |
| 中尾隆聖 | セサミストリート（スペシャル版）                                                                    |
| 落合弘治 | セサミストリート（NHK教育版） エルモと毛布の大冒険 USJのアトラクション グローバル・グローバー       |
| 山寺宏一 | セサミストリート（スペシャル版〈セサミストリート: 世界の国からハッピーニューイヤーのみ〉）          |
| 小形満   | セサミストリート（VHS版）                                                                           |
| 西脇保   | セサミストリート（テレビ東京版、DVD版、Youtube版、U-NEXT版、NHK Eテレ『エルモのおうちで遊ぼう』）   |